# Пантеон
Пантеон е дума с гръцки корен (от Πάνθειον, всички богове) и се ползва като термин, означаващ набора от всички божества в дадена политеистична религия.
Може да означава също храм или свято здание, посветено на всички богове или почитани лица (светии и др.) на някоя религия.
С построяването на Пантеона в Париж става общо наименование за сгради (предимно светски) за погребване на известни и уважавани личности.